# 三之宫站
- 關於阪急电铁和阪神电气铁道的神户三宫站，神户新交通和神户市交通局神户市营地下铁西神·山手线的三宫站，請見「三宫车站」。
- 關於神户市交通局神户市营地下铁海岸线的三宫·花时计前站，請見「三宮·花鐘前站」。

三之宫站（日语：／ Sannomiya eki */?）是位於兵库县神户市中央區布引町，屬於西日本旅客鐵道（JR西日本）東海道本線的铁路车站。本站也位於JR神戶線的区间内。

## 概要
本站是神户市中心的铁路車站。明治初期时，在神户站的稍稍偏东地区建立了三之宮站。隨着神户外国人居留地的开发，战后的三宫地区复兴，扩大了神户商业圈及神戶市政府設施亦转移至三宮地區，因而建立三之宮站。
雖然神户市的代表车站是神户站，本站卻是JR的长途乘车券的特定都区市内的中心车站。新干线的营业公里计算中新神户站（本站是最近的在来线车站）和神户站使用一样的标准距離。本站商业地区的中心附近很多铁道线路聚集，因此本站还是神户市兵库县内最多客人使用的车站。而各高速巴士公司在神户的终点站是神户车站前。為了避免直接競爭，除了滨风外，其餘的特急列車都不停靠神戶站，反而本站有更多特急列車停靠，甚至是JR西日本各车站站内方向表示也是"三宫·姬路方面"（大阪站），因此本站重視程度比神戶站更高。但是，占地面积和站台数和车站大楼的建坪的规模方面最大的是兵库县内最大的车站姬路站。
雖然本站是兵库县内最多人使用的車站，但站內並沒有道岔和信号机，因此沒有列車以此站作為始發車站或終點站。當神户夜光节·都和神户海上烟花大会（只有下行）召开时，本站才有始发电车。本站的站长被分配在直营站，管理站和甲南山手站至灘站间的各车站和町站管辖。本站位於城市网络区內，也是ICOCA可以利用的车站。

### 接續路線
此站可轉乘下述路線。
- 阪神電氣鐵道 本線 ⇒ 神戶三宮站

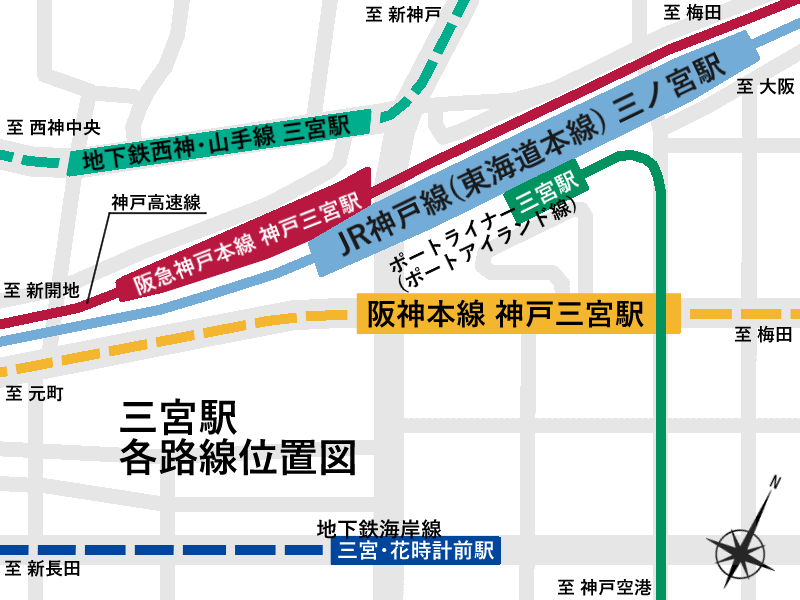
各路線車站的位置關係

- 阪急電鐵 神戶本線、神戶高速線 ⇒ 神戶三宮站
- 神戶新交通 港灣人工島線 ⇒ 三宮站
- 神戶市交通局 神戶市營地下鐵西神·山手線 ⇒ 三宮站
- 神戶市交通局 神戶市營地下鐵海岸線 ⇒ 三宮·花時計前站

### 往山陽新幹線的轉乘特例
山陽新幹線在神戶市內的車站是新神戶站。新神戶站是新幹線單獨站，無法直接轉乘JR在來線。此站是轉乘的最近車站，神戶市內到發的乘車券可在此站中途下車後，往新神戶站再入閘。但是，此站往新神戶站的移動費用（地下鐵車費與計程車費用等）必須以現金或ICOCA、PiTaPa等交通系IC卡的剩餘費用分開支付。否則，無法使用轉乘優惠。

## 車站結構

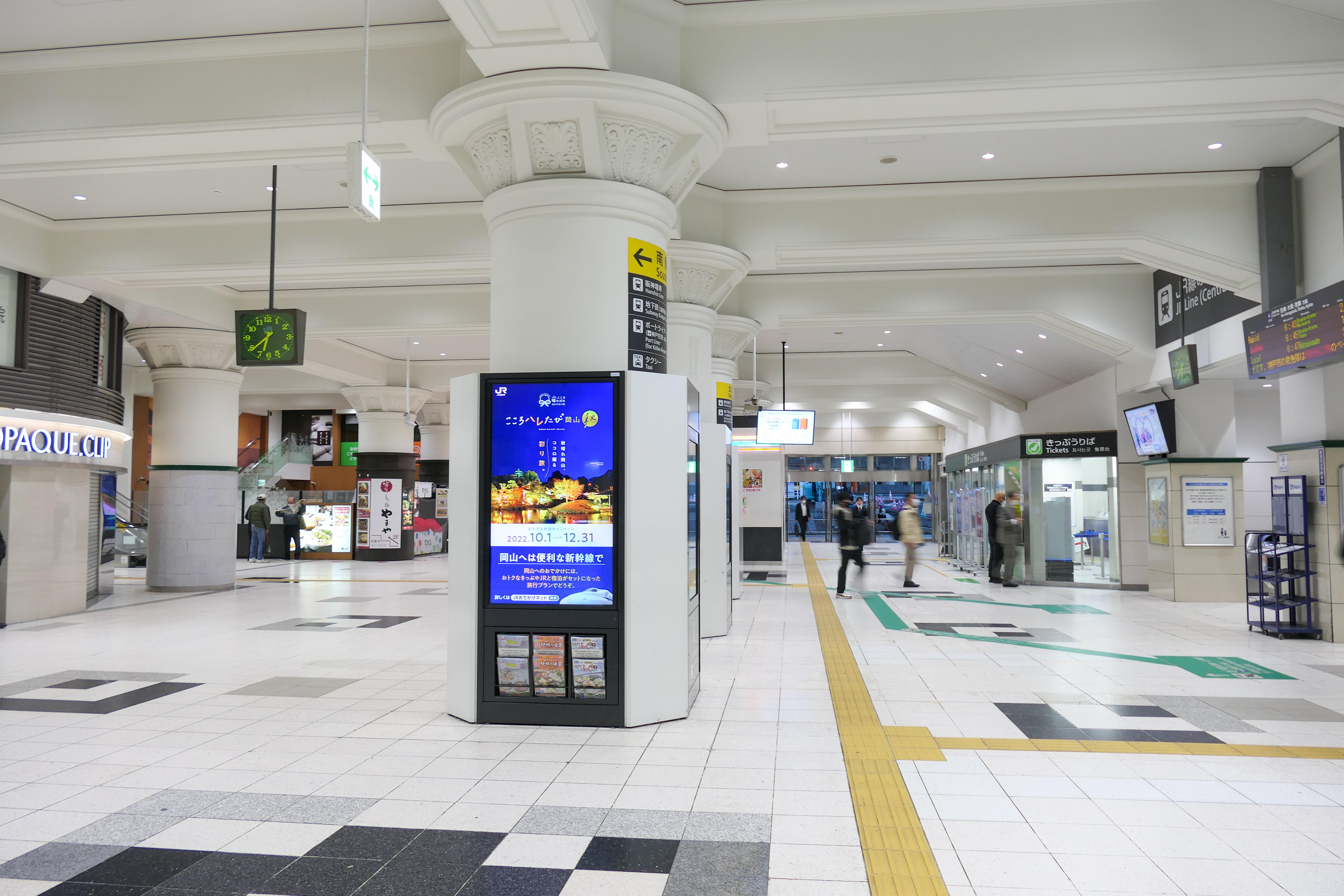
車站大廳（2022年11月）
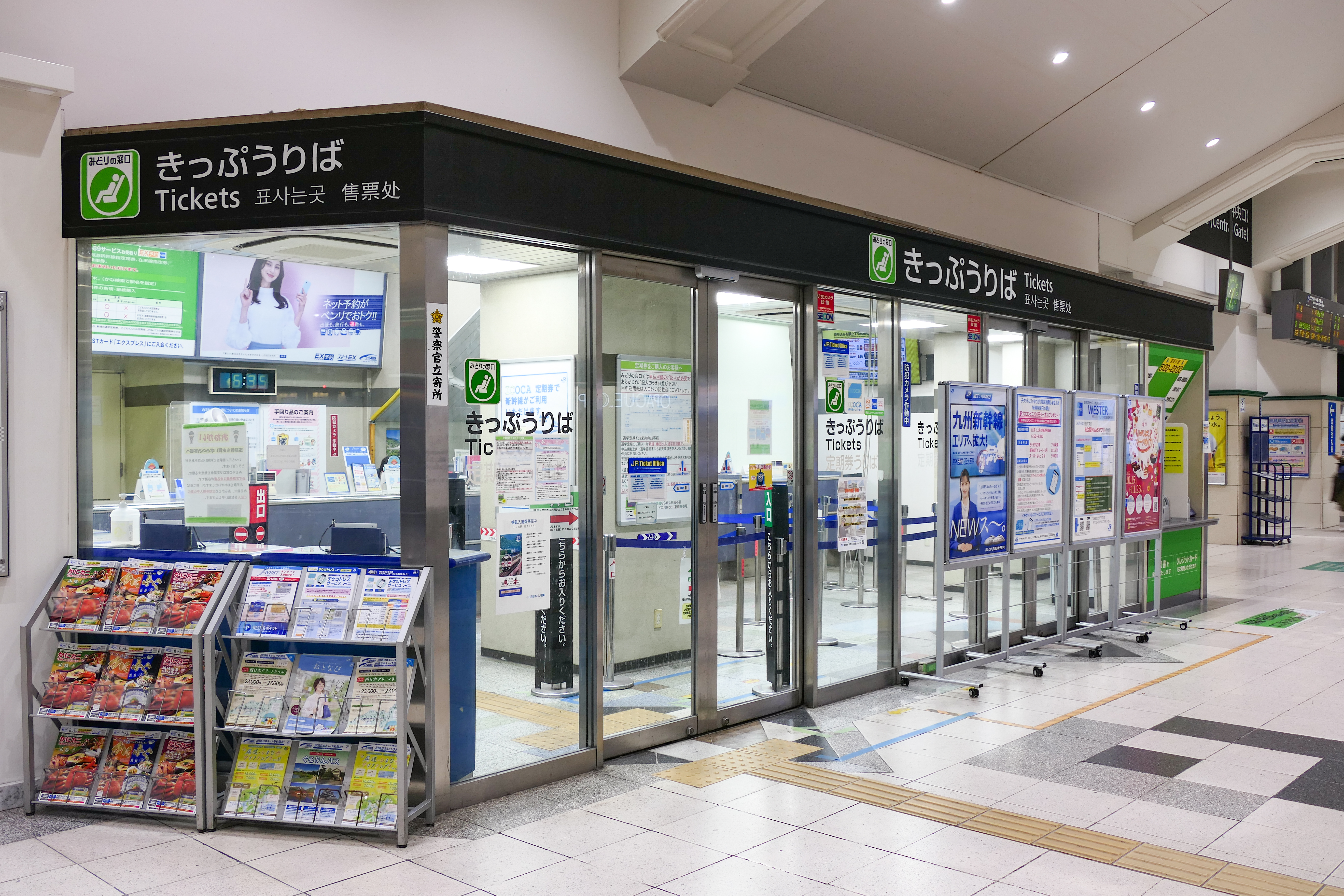
綠窗口（2022年11月）
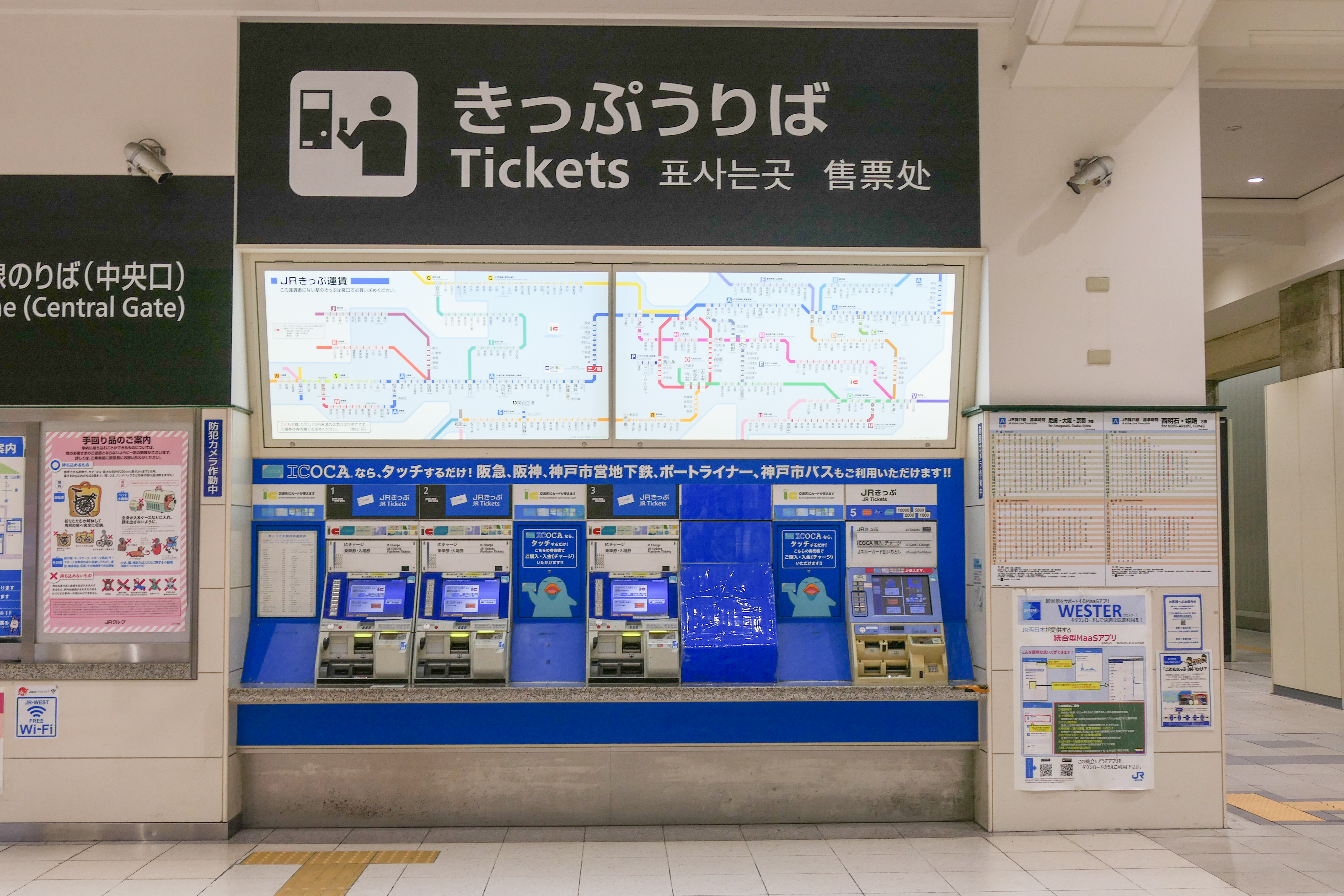
自動售票機（2022年11月）
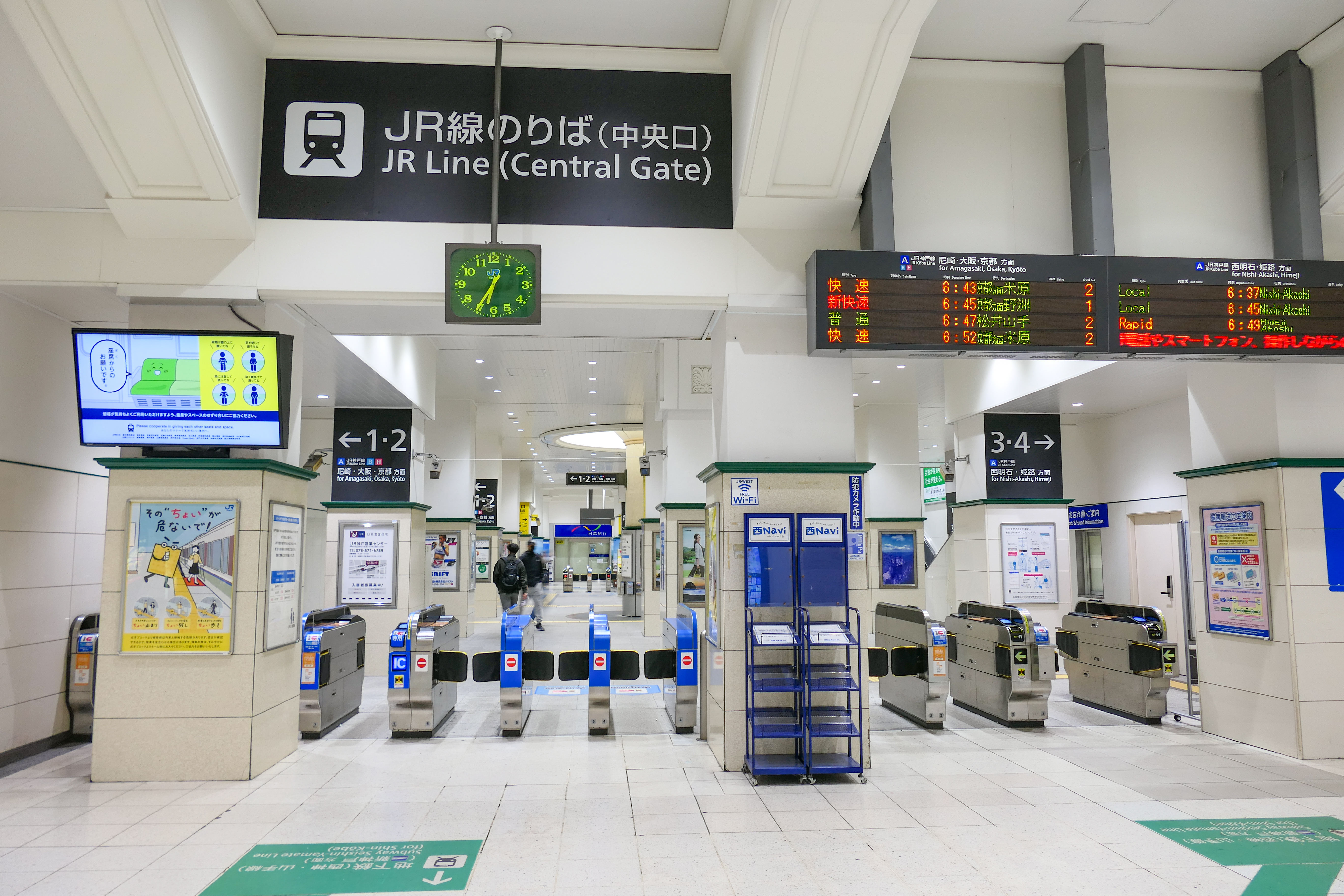
中央驗票閘口（2022年11月）
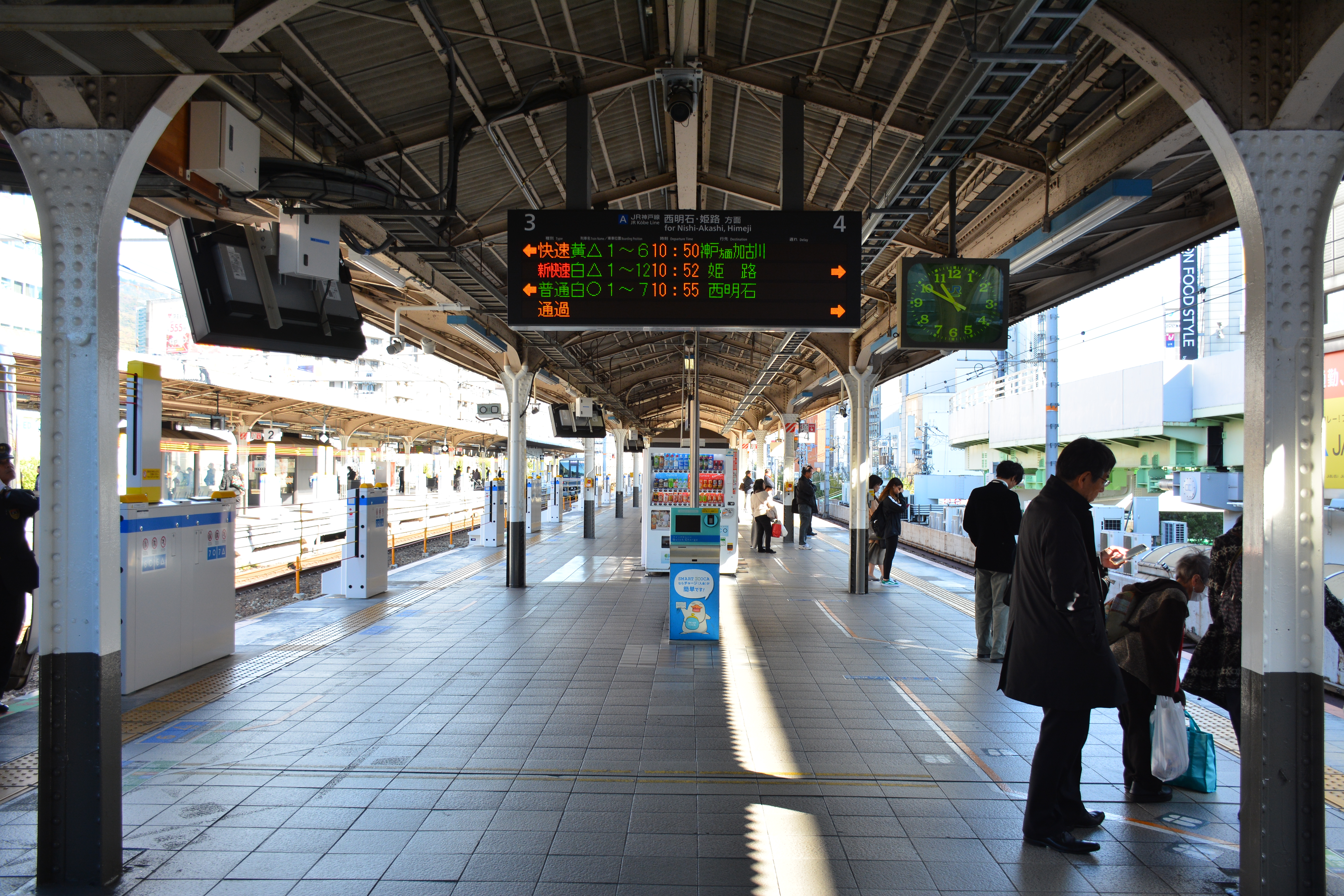
3號與4號月台（2019年11月）

本站為2面4线島式月台的高架車站，並設有西口、中央口與東口。西口站房與阪急神戶三宮站的東站房閘外直接連結。月台外側線可停靠15節列車，內側線可停靠12節列車。

### 月台配置
| 月台 | 路線     | 目的地               | 備註                       |
| ---- | -------- | -------------------- | -------------------------- |
| 1    | JR神戶線 | 尼崎、大阪、京都方向 | 特急、新快速、部分快速列車 |
| 2    | JR神戶線 | 尼崎、大阪、京都方向 | 快速、普通                 |
| 3    | JR神戶線 | 西明石、姬路方向     | 快速、普通                 |
| 4    | JR神戶線 | 西明石、姬路方向     | 特急、新快速、部分快速列車 |

## 使用情況
2018年（平成30年）度1日平均上車人次為124,917人。JR西日本車站為第5位（所屬路線只限一路線的車站當中排行第1位），兵庫縣的JR車站當中最多。
近年的1日平均上車人次如下表。
| 年度               | 1日平均上車人次 | 1日平均上車人次 | 1日平均上車人次 |
| 年度               | 總數            | 增長率          | 定期            |
| ------------------ | --------------- | --------------- | --------------- |
| 1995年（平成07年） | 120,846         |                 | 71,157          |
| 1996年（平成08年） | 122,837         | 1.6%            | 71,363          |
| 1997年（平成09年） | 120,509         | -1.9%           | 70,772          |
| 1998年（平成10年） | 119,568         | -1.0%           | 69,996          |
| 1999年（平成11年） | 119,345         | -0.8%           | 69,010          |
| 2000年（平成12年） | 118,957         | -0.3%           | 68,876          |
| 2001年（平成13年） | 118,306         | -0.5%           | 68,630          |
| 2002年（平成14年） | 116,063         | -1.9%           | 68,356          |
| 2003年（平成15年） | 116,129         | 0.1%            | 68,554          |
| 2004年（平成16年） | 114,648         | -1.3%           | 68,475          |
| 2005年（平成17年） | 115,115         | 0.4%            | 69,108          |
| 2006年（平成18年） | 117,795         | 2.3%            | 69,850          |
| 2007年（平成19年） | 119,392         | 1.4%            | 71,246          |
| 2008年（平成20年） | 121,018         | 1.4%            | 72,145          |
| 2009年（平成21年） | 117,663         | -2.8%           | 71,336          |
| 2010年（平成22年） | 117,616         | 0.0%            | 71,143          |
| 2011年（平成23年） | 117,800         | 0.2%            | 71,128          |
| 2012年（平成24年） | 119,125         | 1.1%            | 71,270          |
| 2013年（平成25年） | 120,763         | 1.4%            |                 |
| 2014年（平成26年） | 118,646         | -1.8%           |                 |
| 2015年（平成27年） | 121,332         | 2.3%            |                 |
| 2016年（平成28年） | 122,954         | 1.3%            |                 |
| 2017年（平成29年） | 124,169         | 0.9%            |                 |
| 2018年（平成30年） | 124,917         | 0.6%            |                 |

## 相鄰車站
※特急列車參見各列車條目。
西日本旅客鐵道
 JR神戶線（東海道本線）
- 特急「超級白兔」「濱風」、寢台特急「日出瀨戶」「日出出雲」停車站（僅開往東京的上行班次停車）

■新快速
蘆屋（JR-A54）－三之宮（JR-A61）－神戶（JR-A63）
■快速
六甲道（JR-A58）－三之宮（JR-A61）－元町（JR-A62）
■普通
灘（JR-A60）－三之宮（JR-A61）－元町（JR-A62）

## 外部連結
- 三之宮｜車站資訊：JR出門網 - 西日本旅客鐵道